# La Peza
La Peza è un comune spagnolo di 1 445 abitanti situato nella comunità autonoma dell'Andalusia.